# 小出光照
小出 光照（こいで みつてる、弘化2年〈1845年〉 - 明治7年〈1874年〉2月18日）は、幕末の会津藩士、明治時代の地方官吏である。通称は鉄之助、号は斗南。

## 生涯
父・小出只五郎は篠田家の出身である。妻・操は山川浩の妹で、のちに昭憲皇太后附女官・フランス語通訳を務めた。

### 幕末
藩校・日新館の秀才として知られ、通常より3年早く15歳で一等試学に及第。藩主・松平容保の小姓に抜擢される。小出は江戸遊学を許されて古屋佐久左衛門の私塾に通い、洋学を学んだ。しかし花見の帰りに番所役人に咎めを受け、揚屋入りを命じられる。藩は小出に帰藩を命じたが、古屋と相談した小出は脱藩して外国に赴くことを決意。横浜からの出航に備える中、鳥羽・伏見の戦いでの会津藩の敗報が届く。藩の危機に小出は外国行きを取りやめ、山川浩の仲介で帰藩した。戊辰戦争では軍事方として越後方面で戦い、のちに会津若松城籠城戦に加わったが、藩は降服を迎えた。
猪苗代で謹慎中、秋月悌次郎が旧知の長州藩士・奥平謙輔と連絡を取るため脱出することとなり、長州藩士と面識がある会津藩領の真竜寺の僧・河井善順の協力を得て、小出も僧に姿を変え越後に赴いている。奥平に面会した秋月と小出は藩の処分につき陳情し、また少年2人を書生とするよう依頼。奥平は快諾した。少年は山川健次郎、小川亮（陸軍工兵大佐）である。

### 明治
東京で謹慎生活を送っていた小出は、会津藩再興運動を行っていた善順と行を共にし、新政府の情報収集に努め、藩に貴重な情報をもたらしたとされる。赦免後は斗南藩大属・司民掛となり、廃藩置県後は弘前県中属、次いで松前福山開拓支庁長となるが、辞職。明治6年（1873年）、佐賀県令岩村通俊の知遇を受けて同県大属となり、翌年生起した佐賀の乱において討死した。

## 登場作品
- 八重の桜 - 2013年、NHK大河ドラマ、演：矢部光祐→白石朋也